# Relictiphthiria psi
Relictiphthiria psi är en tvåvingeart som först beskrevs av Cresson 1919.  Relictiphthiria psi ingår i släktet Relictiphthiria och familjen svävflugor. Inga underarter finns listade i Catalogue of Life.